# 玻利維亞西部山脈

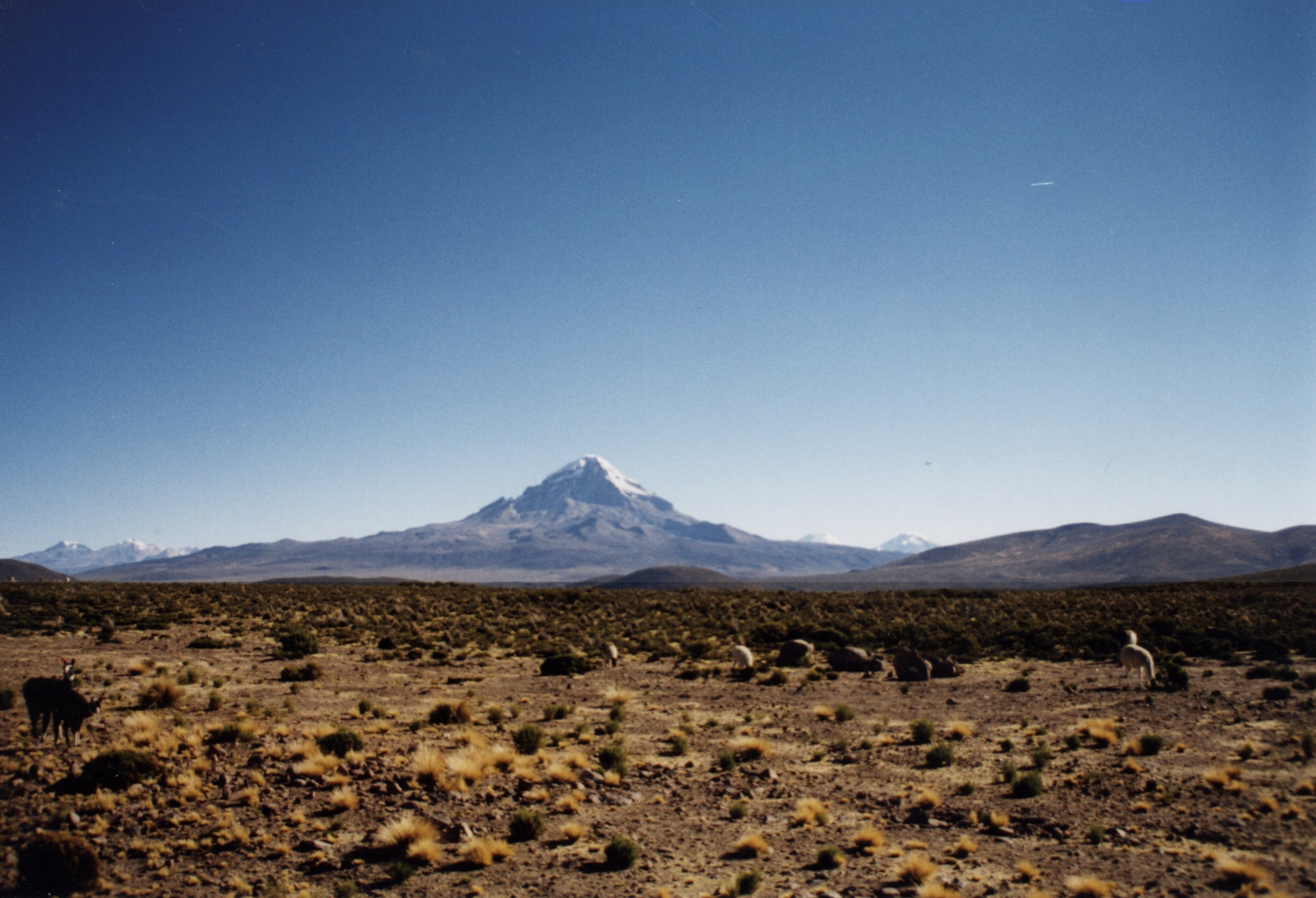

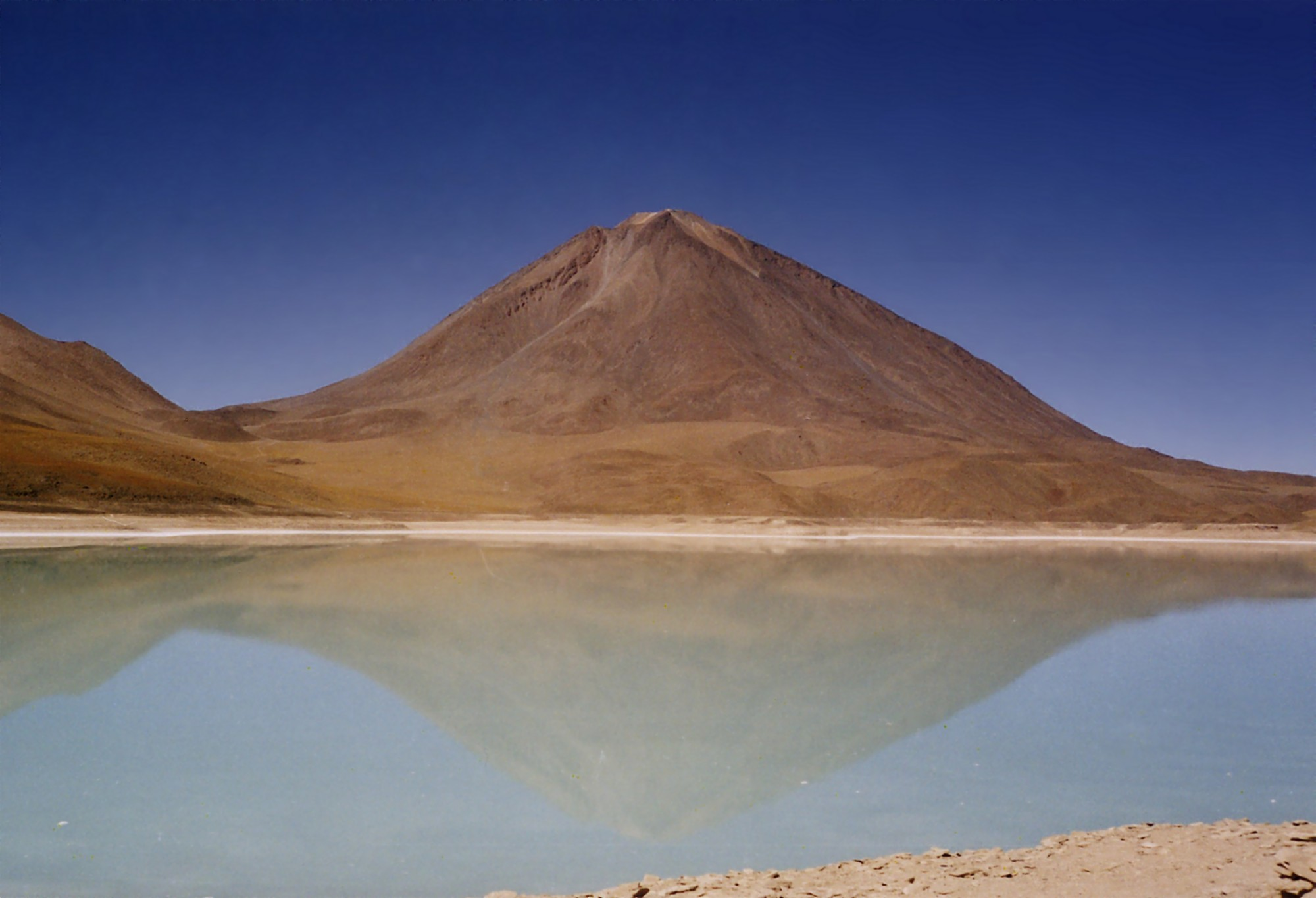

玻利維亞西部山脈（西班牙語：Cordillera Occidental），是玻利維亞的山脈，處於與智利接壤的邊境，屬於安第斯山脈的一部分，最高點是海拔高度6,542米的薩哈馬火山。
19°30′S 68°30′W / 19.5°S 68.5°W